# Gabriel Laumain
Gabriel Laumain, né le 4 novembre 1907 à Montceau-les-Mines, Saône-et-Loire est un syndicaliste des PTT et résistant,qui fut fusillé par les Allemands le 29 juin 1942.

## Biographie
Gabriel Laumain, « chargeur » de wagons-poste à la gare de Paris-Est, à Paris, est un syndicaliste de la FPU, fédération postale de la CGTU, quand il est élu trésorier du Syndicat parisien des employés des PTT de la CGT postale en voie de réunification, en novembre 1935. Résistant au sein de sa profession, où travaillant dans le service des « ambulants » de la ligne de l'Est, il a la possibilité de liaisons fort utiles, il appartenait au mouvement Libération nationale PTT. Arrêté en octobre 1941, il est jugé en juin 1942 par un tribunal de guerre allemand, avec huit autres postiers résistants. Parmi eux figurait Marie-Thérèse Fleury, et plusieurs syndicalistes « unitaires ». Gabriel Laumain est condamné à mort, ainsi qu'un commis des PTT du bureau de Paris 20, Bevillard, et fusillé au Mont-Valérien.

## Sources
- Georges Frischmann, Histoire de la fédération CGT des PTT, Éditions sociales, Paris, 1967.
- Dictionnaire biographique du mouvement ouvrier français, tome 33.